# Knotentafel

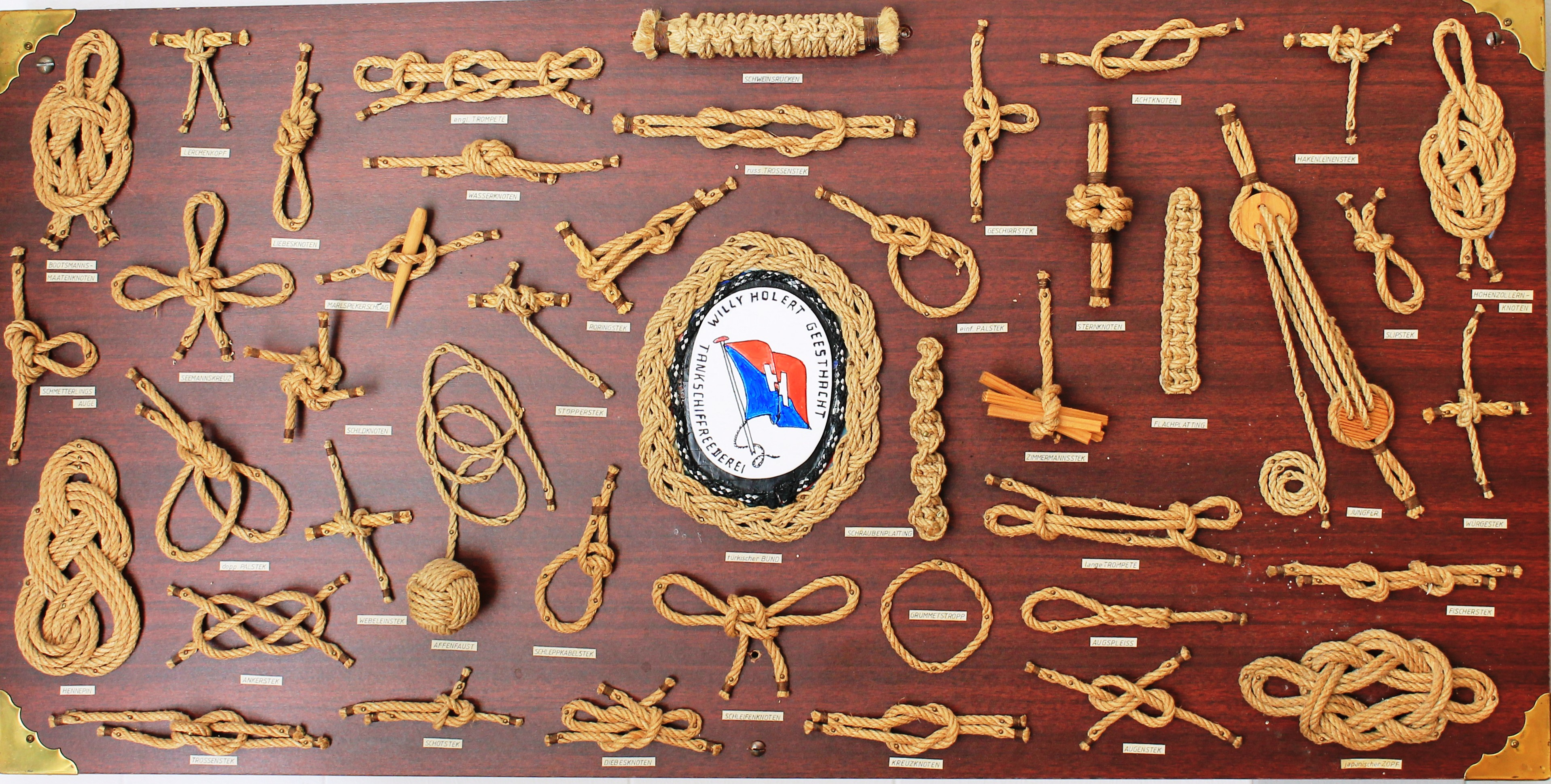
Beschriftete Knotentafel der Tankschiffreederei Willy Holert Geesthacht im Elbschifffahrtsarchiv (der Bootsmannsmaatenknoten oben links, darunter das Schmetterlingsauge, in der Mitte der Türkische Bund) usw.

Knotentafeln bzw. Knotenbretter sind kunstvoll gestaltete Tafeln, die sowohl dekorative als auch didaktische Zwecke erfüllen. Sie präsentieren typischerweise eine Vielzahl von Schifferknoten, begleitet von ihren Bezeichnungen, die häufig auf Messingschildern unter den jeweiligen Knoten angebracht sind. Diese Schautafeln dienen dazu, die Kunst des Seemannsknotens auf kompakte und ansprechende Weise zu vermitteln. Jeder Knoten wird sorgfältig von Hand geknüpft und auf der Tafel befestigt.

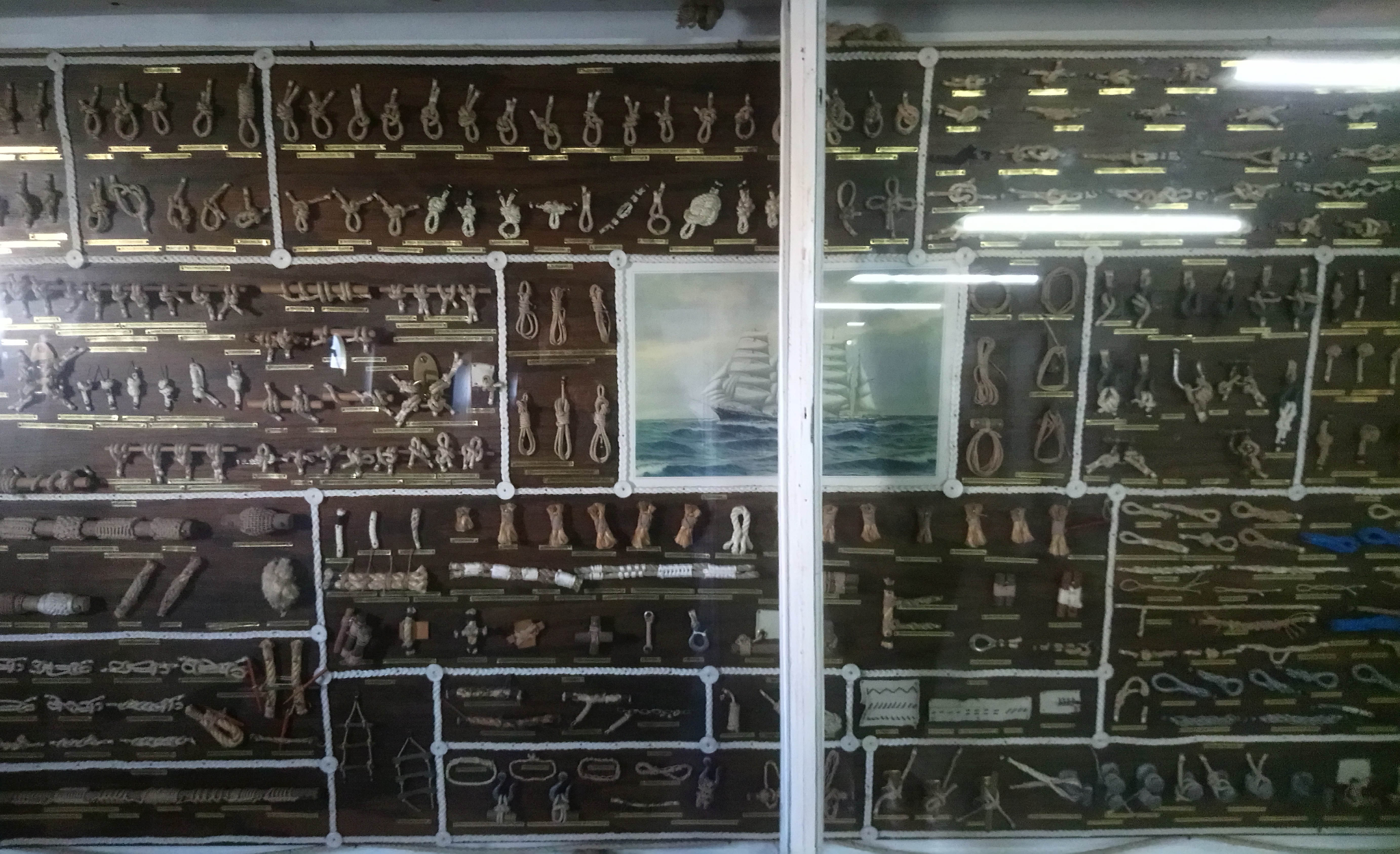
Knotentafel auf der Gorch Fock, Stralsund

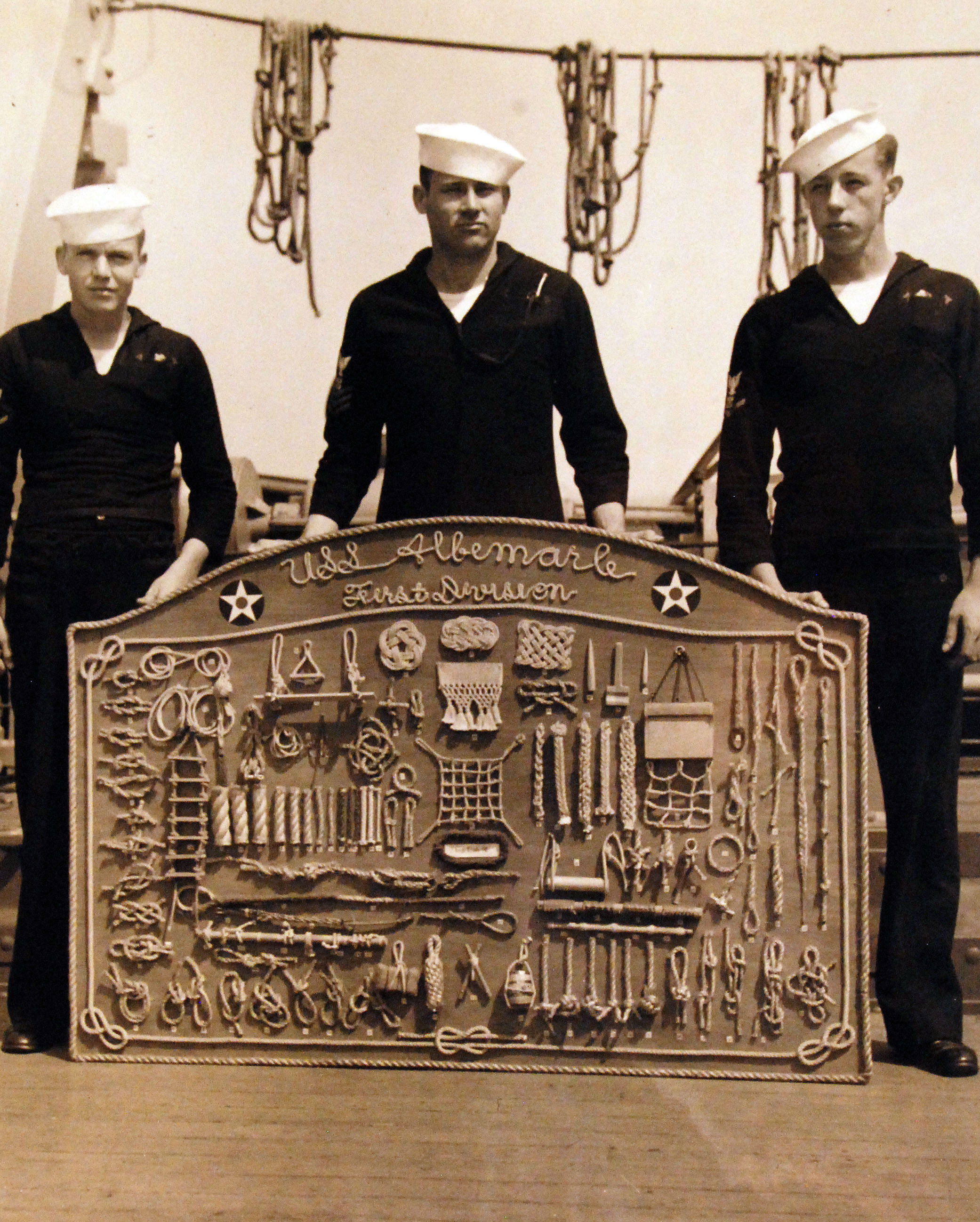
Knotentafel USS Albemarle (AV 5))

Knotentafeln sind in vielen Ländern und in verschiedenen Sprachen verbreitet und erfreuen sich als maritime Geschenke großer Beliebtheit. Sie finden Verwendung sowohl zu Lehrzwecken als auch zur Dekoration. Häufig werden sie in Form von edlen Wandbrettern oder Wand-Vitrinen bzw. Tau-Umrandung hergestellt, die mit polierten Metallbeschlägen verziert sind, was ihnen ein elegantes Erscheinungsbild verleiht.
Durch ihre ästhetische Gestaltung und ihre praktische Funktion verbinden Knotentafeln auf einzigartige Weise die Welt der Seefahrt mit dem Bereich des Kunsthandwerks. Sie sind nicht nur informativ, sondern auch ein ansprechendes Element für jeden Raum oder jede Sammlung, das die Faszination für die maritime Welt widerspiegelt.

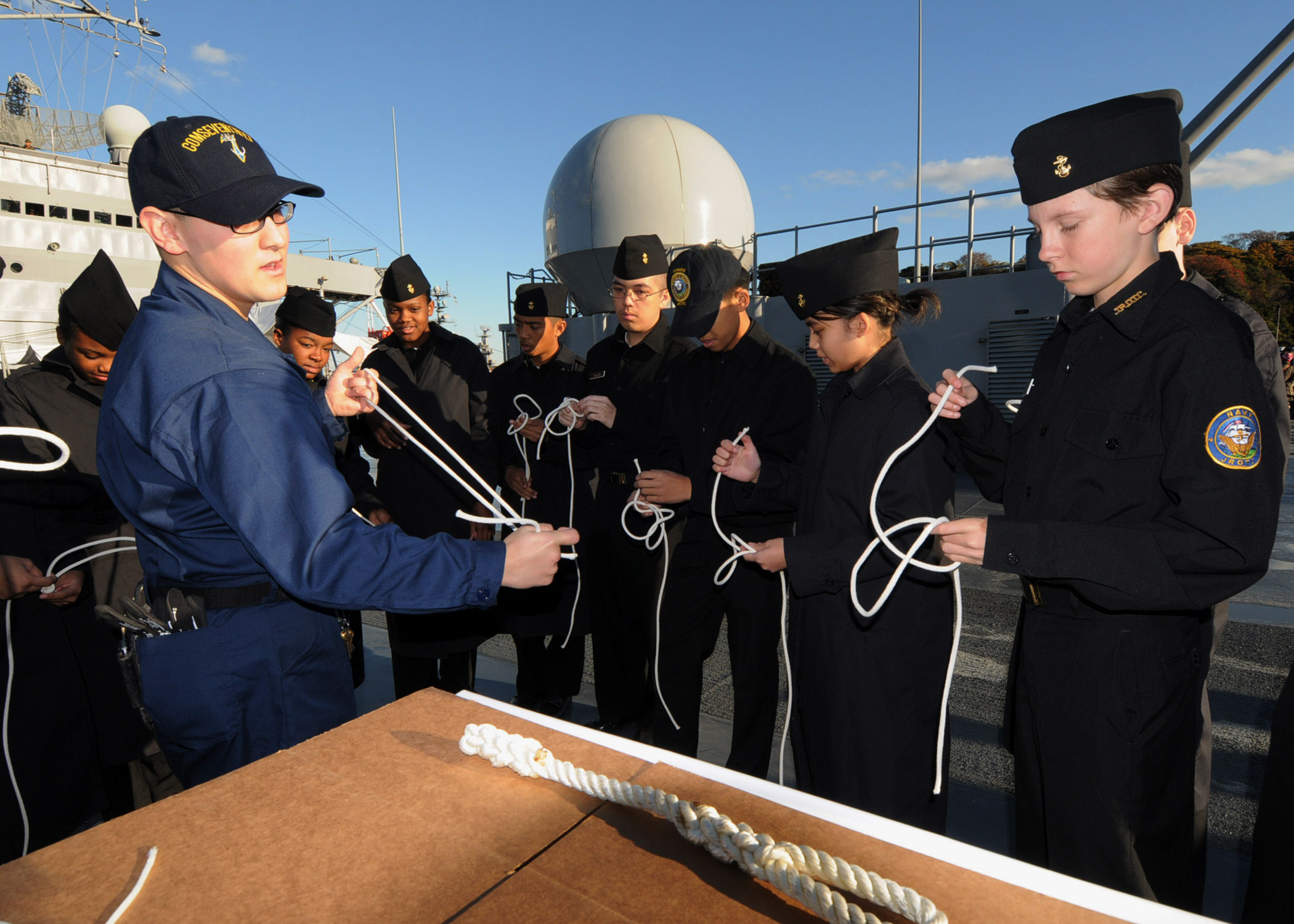
Kadetten der Nile C. Kinnick High School lernen das Knüpfen von Knoten